# 阿尔西
阿尔西（法語：Arsy，法語發音：[aʁsi]）是法国瓦兹省的一个市镇，属于贡比涅区。

## 地理
阿尔西（49°24'3"N, 2°40'55"E）面积7.27 平方千米，位于法国上法蘭西大區瓦兹省，该省份为法国北部内陆省份，北起索姆省，西接厄尔省和滨海塞纳省，南至塞纳-马恩省和瓦兹河谷省，东临埃纳省。
与阿尔西接壤的市镇（或旧市镇、城区）包括：康利、格朗弗雷努瓦、容基耶尔、穆瓦维莱尔、雷米。

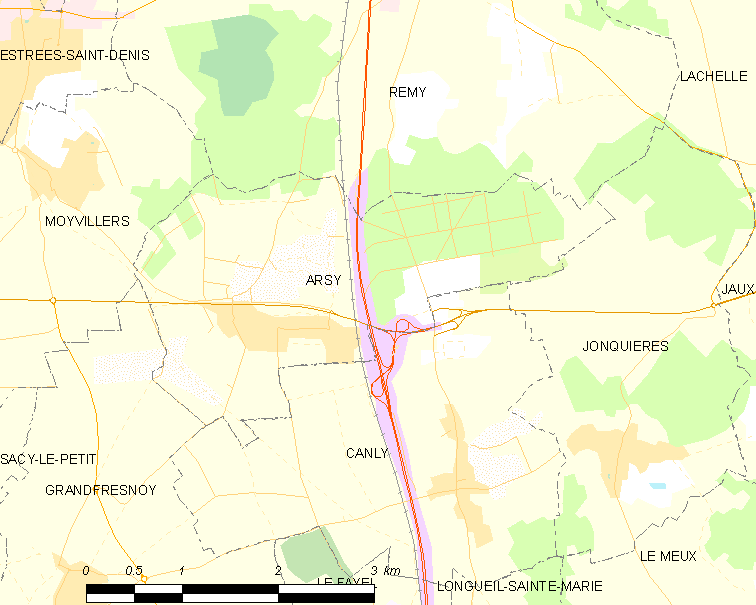
阿尔西的OSM定位图

阿尔西的时区为UTC+01:00、UTC+02:00（夏令时）。

## 行政
阿尔西的邮政编码为60190，INSEE市镇编码为60024。

## 政治
阿尔西所属的省级选区为埃斯特雷圣但尼县。

## 人口

1962-2008年间阿尔西人口变化图示

阿尔西于2022年1月1日时的人口数量为817人。